# 库萨克博讷瓦勒
库萨克博讷瓦勒（法語：Coussac-Bonneval，法語發音：[kusak bɔnval]）是法国新阿基坦大区上维埃纳省的一个市镇，位于该省南部，属于利摩日区。

## 地理
库萨克博讷瓦勒（45°30'40"N, 1°19'28"E）面积66.73 平方千米，位于法国新阿基坦大区上维埃纳省，该省份为法国中西部省份，北起顺时针与安德尔省、克勒兹省、科雷兹省、多爾多涅省、夏朗德省和维埃纳省接壤。
与库萨克博讷瓦勒接壤的市镇（或旧市镇、城区）包括：默扎克、吕贝萨克、蒙日博、圣于连勒旺多穆瓦、谢尔维堡、拉罗什拉贝耶、圣普列斯特利古尔、圣伊里耶拉佩尔什。
库萨克博讷瓦勒的时区为UTC+01:00、UTC+02:00（夏令时）。

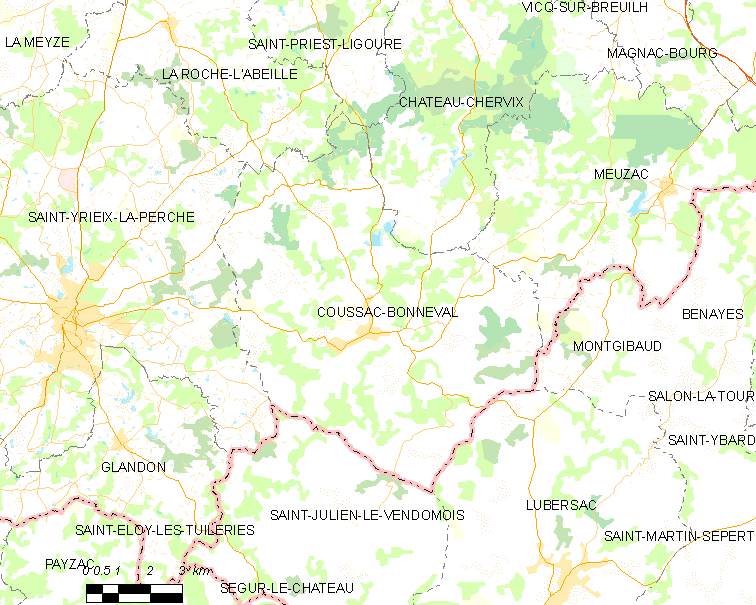
库萨克博讷瓦勒的OSM定位图

## 行政
库萨克博讷瓦勒的邮政编码为87500，INSEE市镇编码为87049。

## 政治
库萨克博讷瓦勒所属的省级选区为埃穆捷县。

## 文化

### 旅游景点
博讷瓦勒城堡（法語：Château de Bonneval）

## 交通
上维埃纳省省道D901线（布里夫拉盖亚尔德—罗什舒阿尔）经过境内，另有D17线、D54线、D57线、D70线等经过境内。
新阿基坦大区公共交通5号线（利摩日—布里夫）经过境内。

## 人口

1962-2008年间库萨克博讷瓦勒人口变化图示

库萨克博讷瓦勒于2022年1月1日时的人口数量为1272人。

## 友好城市
德国 帕彭海姆